# R2-45
R2-45 è un procedimento di auditing della Chiesa di Scientology, ideato da L. Ron Hubbard. Il procedimento consiste nello sparare ad una persona con una rivoltella calibro 45, obbligando quindi il "thetan" della vittima ad abbandonare il corpo (esteriorizzazione). 
Nel 1952, durante una conferenza in Phoenix, Arizona, Hubbard ha dimostrato tale procedimento sparando un proiettile contro il pavimento.
In un'altra conferenza del 1958, Hubbard ha commentato che "La morte non è la stessa cosa che il 'clearing', ma c'è, ricordatevi, la R2-45. È una tecnica molto efficace. Molte persone l'hanno usata." 
(L. Ron Hubbard, La creazione della capacità umana(Enfasi in caratteri maiuscoli nell'originale))
Bent Corydon ha scritto che nel 1967 al Saint Hill ha personalmente ricevuto una copia di un memo che dichiara quattro ex-scientologist come nemici, e che ordina a chiunque li incontri di utilizzare la R2-45.
Il 6 marzo 1968, Hubbard ha pubblicato una memo interna intitolata "RACKET EXPOSED", nella quale denuncia dodici persone (Peter Goodwin, Jim Stathis, Peter Knight, Mrs. Knight, Nora Goodwin, Ron Frost, Margaret Frost, Nina Collingwood, Freda Gaiman, Frank Manley, Mary Ann Taylor e George Wateridge) come "Nemici dell'Umanità", ed ordina che "i membri della Sea Org che vengono in contatto con tali persone, debbano usare il procedimento di Auditing R2-45.